# Lista de elementos químicos
Eis aqui uma lista dos 118 elementos químicos descobertos, incluindo os símbolos atuais usados para identificar os elementos químicos reconhecidos pela União Internacional de Química Pura e Aplicada (IUPAC). Também são apresentados para cada elemento seu número atômico Z, seu nome, (em português e latim, e a origem do nome), sua massa atômica A (ou do isótopo mais estável), seu grupo e período na tabela periódica, e seu ano de descoberta e descobridor.

## Listagem tabelada
| Metais alcalinos | Metais alcalinoterrosos | Lantanídeos | Actinídios | Metais de transição |
| Outros metais    | Metaloides              | Não metais  | Halogênios | Gases nobres        |

| Z   | Símbolo | Nome (Português)                | Nome (Latim)  | Origem do nome                                                                                 | Massa atômica relativa (A) | Grupo                 | Período | Ano de descoberta    | Descobridor                                          |
| --- | ------- | ------------------------------- | ------------- | ---------------------------------------------------------------------------------------------- | -------------------------- | --------------------- | ------- | -------------------- | ---------------------------------------------------- |
| 89  | Ac      | Actínio                         | Actinium      | Raio, do grego aktínos                                                                         | [227]                      | Actinídeos            | 7       | 1899                 | André-Louis Debierne                                 |
| 47  | Ag      | Prata                           | Argentum      | PT: Plano/placa, do latim platta LA: Prateado, do grego argyros                                | 107.8682(2)                | 11 (IB)               | 5       | Idade dos metais     | Indeterminado                                        |
| 13  | Al      | Alumínio                        | Alumen        | Sal amargo, do latim alumen, ver alúmen                                                        | 27,0                       | 13 (IIIA)             | 3       | 1825/7               | Hans Christian Ørsted / Friedrich Wöhler             |
| 95  | Am      | Amerício                        | Americium     | Américas, continente                                                                           | [243]                      | Actinídeos            | 7       | 1944                 | UCB                                                  |
| 18  | Ar      | Argônio ou Árgon                | Argon         | Inerte/lento, do grego argos                                                                   | 39.948(1)                  | 18 (VIIIA)            | 3       | 1894                 | William Ramsay e John William Strutt                 |
| 33  | As      | Arsénio                         | Arsenicum     | Masculino, do grego arsenikos                                                                  | 74.92160(2)                | 15 (VA)               | 4       | 1250                 | Alberto Magno                                        |
| 85  | At      | Ástato                          | Astatum       | Instável, do grego astatos                                                                     | [210]                      | 17 (VIIA)             | 6       | 1940                 | Emilio G. Segrè                                      |
| 79  | Au      | Ouro                            | Aurum         | PT: Corruptela de aurum LA: Dourado, do latim aureus                                           | 196.966569(4)              | 11 (IB)               | 6       | Idade dos metais     | Indeterminado                                        |
| 5   | B       | Boro                            | Borium        | Bórax, do árabe buraq                                                                          | 10.811(7)                  | 13 (IIIA)             | 2       | 1808                 | Humphry Davy, Louis J. Gay-Lussac e Louis J. Thénard |
| 56  | Ba      | Bário                           | Barium        | Denso/pesado, do grego barys                                                                   | 137.327(7)                 | 2 (IIA)               | 6       | 1774/808             | Carl W. Scheele/Humphry Davy                         |
| 4   | Be      | Berílio                         | Beryllium     | Berilo, azul-esverdeada, do grego beryllos                                                     | 9.012182(3)                | 2 (IIA)               | 2       | 1797                 | Louis Nicolas Vauquelin                              |
| 107 | Bh      | Bóhrio                          | Bohrium       | Niels Bohr, físico dinamarquês                                                                 | [264]                      | 7 (VIIB)              | 7       | 1976                 | JINR                                                 |
| 83  | Bi      | Bismuto                         | Bismuthum     | Chumbo branco, do grego psimúthion                                                             | 208.98040(1)               | 15 (VA)               | 6       | 1540                 | Geórgio Agrícola                                     |
| 97  | Bk      | Berquélio                       | Berkelium     | Berkeley, cidade na Califórnia                                                                 | [247]                      | Actinídeos            | 7       | 1949                 | UCB                                                  |
| 35  | Br      | Bromo                           | Bromum        | Mau cheiroso/fedido, do grego broma                                                            | 79.904(1)                  | 17 (VIIA)             | 4       | 1826                 | Antoine Jérôme Balard                                |
| 6   | C       | Carbono                         | Carbonium     | Carvão, do latim carbo                                                                         | 12.0107(8)                 | 14 (IVA)              | 2       | Antiguidade          | Indeterminado                                        |
| 20  | Ca      | Cálcio                          | Calcium       | Cal, do latim calx                                                                             | 40.078(4)                  | 2 (IIA)               | 4       | 1808                 | Humphry Davy                                         |
| 48  | Cd      | Cádmio                          | Cadmium       | Rei Cadmo, fundador da cidade de Tebas, na mitologia grega                                     | 112.411(8)                 | 12 (IIB)              | 5       | 1817                 | Friedrich Stromeyer e Karl Hermann                   |
| 58  | Ce      | Cério                           | Cerium        | Ceres, planeta-anão e deusa romana                                                             | 140.116(1)                 | Lantanídeos           | 6       | 1803                 | Wilhelm Hisinger                                     |
| 98  | Cf      | Califórnio                      | Californium   | Califórnia, estado norte-americano                                                             | [251]                      | Actinídeos            | 7       | 1950                 | UCB                                                  |
| 17  | Cl      | Cloro                           | Clorum        | Amarelo esverdeado, do grego chloros                                                           | 35.453(2)                  | 17 (VIIA)             | 3       | 1774                 | Carl W. Scheele                                      |
| 96  | Cm      | Cúrio                           | Curium        | Pierre e Marie Curie, químicos francês e polonesa, respectivamente                             | [247]                      | Actinídeos            | 7       | 1944                 | UCB                                                  |
| 112 | Cn      | Copernício                      | Copernicium   | Nicolau Copérnico, astrônomo polonês                                                           | [277]                      | 12 (IIB)              | 7       | 1996                 | GSI                                                  |
| 27  | Co      | Cobalto                         | Cobaltum      | Duende/gnomo, corruptela do alemão Kobold                                                      | 58.933195(5)               | 9 (VIIIB)             | 4       | 1735                 | George Brandt                                        |
| 24  | Cr      | Cromo ou Crómio                 | Chromium      | Cor, do grego chroma                                                                           | 51.9961(6)                 | 6 (VIB)               | 4       | 1797                 | Louis Nicolas Vauquelin                              |
| 55  | Cs      | Césio                           | Caesium       | Azul-celeste, do latim caesius                                                                 | 132.9054519(2)             | 1 (IA)                | 6       | 1860                 | Gustav Kirchhoff e Robert W. Bunsen                  |
| 29  | Cu      | Cobre                           | Cuprum        | Chipre, do latim cyprium                                                                       | 63.546(3)                  | 11 (IB)               | 4       | Idade do Cobre       | Indeterminado                                        |
| 105 | Db      | Dúbnio                          | Dubnium       | Dubna, cidade na Rússia                                                                        | [262]                      | 5 (VB)                | 7       | 1967/70              | UCB/JINR                                             |
| 110 | Ds      | Darmstácio                      | Darmstadtium  | Darmstadt, cidade na Alemanha                                                                  | [271]                      | 10 (VIIIB)            | 7       | 1994                 | GSI                                                  |
| 66  | Dy      | Disprósio                       | Dysprosium    | Inacessível, do grego dysprositos                                                              | 162.500(1)                 | Lantanídeos           | 6       | 1886                 | Paul-Émile L. de Boisbaudran                         |
| 68  | Er      | Érbio                           | Erbium        | Ytterby, vila na Suécia                                                                        | 167.259(3)                 | Lantanídeos           | 6       | 1842                 | Carl Gustaf Mosander                                 |
| 99  | Es      | Einsténio                       | Einsteinium   | Albert Einstein, físico alemão                                                                 | [252]                      | Actinídeos            | 7       | 1952                 | UCB                                                  |
| 63  | Eu      | Európio                         | Europium      | Europa, continente                                                                             | 151.964(1)                 | Lantanídeos           | 6       | 1901                 | Eugène-Anatole Demarçay                              |
| 9   | F       | Flúor                           | Fluorum       | Fluir, do latim fluere                                                                         | 18.9984032(5)              | 17 (VIIA)             | 2       | 1771/886             | Carl W. Scheele/Henri Moissan                        |
| 26  | Fe      | Ferro                           | Ferrum        | Ferro, do PIE *ferzom                                                                          | 55.845(2)                  | 8 (VIIIB)             | 4       | Idade do Ferro       | Indeterminado                                        |
| 114 | Fl      | Fleróvio                        | Flerovium     | Georgy Flyorov, físico russo                                                                   | [289]                      | 14 (IVA)              | 7       | 1999                 | JINR                                                 |
| 100 | Fm      | Férmio                          | Fermium       | Enrico Fermi, físico norte-americano                                                           | [257]                      | Actinídeos            | 7       | 1952                 | UCB                                                  |
| 87  | Fr      | Frâncio                         | Francium      | França, país na Europa                                                                         | [223]                      | 1 (IA)                | 7       | 1939                 | Marguerite C. Perey                                  |
| 31  | Ga      | Gálio                           | Galium        | Gália, do latim Gallia                                                                         | 69.723(1)                  | 13 (IIIA)             | 4       | 1875                 | Paul-Émile L. de Boisbaudran                         |
| 64  | Gd      | Gadolínio                       | Gadolinium    | Johan Gadolin, químico finlandês                                                               | 157.25(3)                  | Lantanídeos           | 6       | 1880                 | Jean Charles G. de Marignac                          |
| 32  | Ge      | Germânio                        | Germanium     | Alemanha, do latim Germania                                                                    | 72.64(1)                   | 14 (IVA)              | 4       | 1886                 | Clemens Winkler                                      |
| 1   | H       | Hidrogênio                      | Hydrogenium   | Gera água, do grego hydror+genos                                                               | 1.00794(7)                 | 1 (IA)                | 1       | 1671/766             | Robert Boyle/Henry Cavendish                         |
| 2   | He      | Hélio                           | Helium        | Sol, do grego helios                                                                           | 4.002602(2)                | 18 (VIIIA)            | 1       | 1895                 | William Ramsay e William Crookes                     |
| 72  | Hf      | Háfnio                          | Hafnium       | Copenhagen, capital da Dinamarca, do latim Hafnia                                              | 178.49(2)                  | 4 (IVB)               | 6       | 1923                 | Dirk Coster e George de Hevesy                       |
| 80  | Hg      | Mercúrio                        | Hydrargyrum   | PT: Mercúrio, planeta e deus romano LA: Líquido prateado, do latim hydra+argyros               | 200.59(2)                  | 12 (IIB)              | 6       | Antiguidade oriental | Indeterminado                                        |
| 67  | Ho      | Hólmio                          | Holmium       | Estocolmo, capital da Suécia, do latim Holmia                                                  | 164.930 32(2)              | Lantanídeo            | 6       | 1878                 | Jacques-Louis Soret e Marc Delafontaine              |
| 108 | Hs      | Hássio                          | Hassium       | Hessen, estado da Alemanha                                                                     | [277]                      | 8 (VIIIB)             | 7       | 1984                 | GSI                                                  |
| 53  | I       | Iodo                            | Iodum         | Violeta, do grego ioeides                                                                      | 126.904 47(3)              | 17 (VIIA)             | 5       | 1811                 | Bernard Courtois                                     |
| 49  | In      | Índio                           | Indium        | Azul indigo/violeta, do latim indicium                                                         | 114.818(3)                 | 13 (IIIA)             | 5       | 1863                 | Ferdinand Reich e Theodor Richter                    |
| 77  | Ir      | Irídio                          | Iridium       | Íris, deusa do arco-íris, do latim iris                                                        | 192.217(3)                 | 9 (VIIIB)             | 6       | 1803                 | Smithson Tennant                                     |
| 19  | K       | Potássio                        | Kalium        | PT: Cinza de pote, do neerlandês pottasche LA: Kalium (hidróxido de potássio), do grego kalium | 39.0983(1)                 | 1 (IA)                | 4       | 1807                 | Humphry Davy                                         |
| 36  | Kr      | Criptônio ou Crípton ou Krípton | Krypton       | Oculto, do grego kryptos                                                                       | 83.798(2)                  | 18 (VIIIA)            | 4       | 1898                 | William Ramsay e Morris Travers                      |
| 57  | La      | Lantânio                        | Lanthanum     | Escondido, do grego lanthanein                                                                 | 138.90547(7)               | Lantanídeo            | 6       | 1839                 | Carl Gustaf Mosander                                 |
| 3   | Li      | Lítio                           | Lithium       | Rocha, do grego lithos                                                                         | 6.941(2)                   | 1 (IA)                | 2       | 1817                 | Johan August Arfwedson                               |
| 103 | Lr      | Laurêncio                       | Lawrencium    | Ernest Lawrence, físico norte-americano                                                        | [262]                      | 3 (IIIB) e actinídeo  | 7       | 1961                 | LBNL (UCB)                                           |
| 71  | Lu      | Lutécio                         | Lutetium      | Paris, do latim Lutetia                                                                        | 174.967(1)                 | 3 (IIIB) e lantanídeo | 6       | 1907                 | Georges Urbain                                       |
| 116 | Lv      | Livermório                      | Livermorium   | Laboratório Nacional de Lawrence Livermore, laboratório na Califórnia                          | [292]                      | 16 (VIA)              | 7       | 2000                 | JINR                                                 |
| 115 | Mc      | Moscóvio                        | Moscovium     | Moscovo, capital da Rússia                                                                     | [288]                      | 15 (VA)               | 7       | 2006                 | JINR                                                 |
| 101 | Md      | Mendelévio                      | Mendelevium   | Dmitri Mendeleyev, químico russo                                                               | [258]                      | Actíneo               | 7       | 1955                 | UCB                                                  |
| 12  | Mg      | Magnésio                        | Magnesium     | Magnésia, região na Grécia                                                                     | 24.3050(6)                 | 2 (IIA)               | 3       | 1809/30              | Humphry Davy/Antoine Bussy                           |
| 25  | Mn      | Manganês                        | Manganum      | Imã, do latim magnes                                                                           | 54.938045(5)               | 7 (VIIB)              | 4       | 1774                 | Carl W. Scheele                                      |
| 42  | Mo      | Molibdénio                      | Molybdenum    | Chumbo, do grego molybdos                                                                      | 95.94(2)                   | 6 (VIB)               | 5       | 1778                 | Carl W. Scheele                                      |
| 109 | Mt      | Meitnério                       | Meitnerium    | Lise Meitner, física austríaca                                                                 | [268]                      | 9 (VIIIB)             | 7       | 1982                 | GSI                                                  |
| 7   | N       | Nitrogênio ou Azoto             | Nitrogenium   | Gera salitre (nitrato), do grego nitro+gen                                                     | 14.0067(2)                 | 15 (VA)               | 2       | 1771                 | Carl W. Scheele                                      |
| 11  | Na      | Sódio                           | Natrium       | PT: Sem sabor, do italiano soda LA: Natron (carbonato de sódio), do grego nítron               | 22.98976928(2)             | 1 (IA)                | 3       | 1807                 | Humphry Davy                                         |
| 41  | Nb      | Nióbio                          | Niobium       | Niobe, filha de Tântalo na mitologia grega                                                     | 92.906 38(2)               | 5 (VB)                | 5       | 1801                 | Charles Hatchett                                     |
| 60  | Nd      | Neodímio                        | Neodymium     | Novo gêmeo, do grego neos+didymos                                                              | 144.242(3)                 | Lantanídeo            | 6       | 1885                 | Carl Auer von Welsbach                               |
| 10  | Ne      | Neônio ou Néon                  | Neon          | Novo, do grego neos                                                                            | 20.1797(6)                 | 18 (VIIIA)            | 2       | 1898                 | William Ramsay e Morris Travers                      |
| 113 | Nh      | Nipônio                         | Nihonium      | Nihon ou Nippon, Japão, país na Ásia                                                           | [284]                      | 13 (IIIA)             | 7       | 2006                 | JINR                                                 |
| 28  | Ni      | Níquel                          | Niccolum      | Níquelina, do alemão Kupfernickel                                                              | 58.6934(2)                 | 10 (VIIIB)            | 4       | 1751                 | Axel Fredrik Cronstedt                               |
| 102 | No      | Nobélio                         | Nobelium      | Alfred Nobel, físico sueco                                                                     | [259]                      | Actíneo               | 7       | 1958                 | UCB, JINR                                            |
| 93  | Np      | Ne(p)túnio                      | Neptunium     | Netuno, planeta e deus romano                                                                  | [237]                      | Actíneo               | 7       | 1940                 | Edwin Mattison McMillan e Philip Abelson (UCB)       |
| 8   | O       | Oxigênio                        | Oxygenium     | Gera ácido, do grego oxys+genes                                                                | 15.9994(3)                 | 16 (VIA)              | 2       | 1774                 | Joseph Priestley                                     |
| 118 | Og      | Oganésson ou Oganéssio          | Oganesson     | Yuri Oganessian, físico russo                                                                  | [294]                      | 18 (VIIIA)            | 7       | 2006                 | JINR                                                 |
| 76  | Os      | Ósmio                           | Osmium        | Odor, do grego osme                                                                            | 190.23(3)                  | 8 (VIIIB)             | 6       | 1803                 | Smithson Tennant                                     |
| 15  | P       | Fósforo                         | Phosphorus    | Portador da luz, do grego phosphoros                                                           | 30.973762(2)               | 15 (VA)               | 3       | 1669                 | Henning Brand                                        |
| 91  | Pa      | Protactínio                     | Protactinium  | Primeiro actínio, do grego protos+aktínos                                                      | 231.03588(2)               | Actíneo               | 7       | 1913                 | Kasimir Fajans                                       |
| 82  | Pb      | Chumbo                          | Plumbum       | PT: Corruptela de plumbum LA: Chumbo, do PIE *ɸloudom                                          | 207.2(1)                   | 14 (IVA)              | 6       | Antiguidade          | Indefinido                                           |
| 46  | Pd      | Paládio                         | Palladium     | Palas, asteróide e Palas Atena, deusa grega                                                    | 106.42(1)                  | 10 (VIIIB)            | 5       | 1803                 | William H. Wollaston                                 |
| 61  | Pm      | Promécio                        | Promethium    | Prometeu, Titã na mitologia grega                                                              | [145]                      | Lantanídeo            | 6       | 1945                 | Jacob A. Marinsky                                    |
| 84  | Po      | Polônio                         | Polonium      | Polônia, país na Europa                                                                        | [210]                      | 16 (VIA)              | 6       | 1898                 | Marie e Pierre Curie                                 |
| 59  | Pr      | Praseodímio                     | Praseodymium  | Gêmeo verde, do grego prasios+didymos                                                          | 140.90765(2)               | Lantanídeo            | 6       | 1885                 | Carl Auer von Welsbach                               |
| 78  | Pt      | Platina                         | Platinum      | Prata pequena, do espanhol plata+ina (diminutivo)                                              | 195.084(9)                 | 10 (VIIIB)            | 6       | 1557                 | Julius Caesar Scaliger                               |
| 94  | Pu      | Plutônio                        | Plutonium     | Plutão, planeta e deus romano                                                                  | [244]                      | Actíneo               | 7       | 1940                 | UCB                                                  |
| 88  | Ra      | Rádio                           | Radium        | Raio, do latim radius                                                                          | [226]                      | 2 (IIA)               | 7       | 1898                 | Marie e Pierre Curie                                 |
| 37  | Rb      | Rubídio                         | Rubidium      | Vermelho, do latim rubidus                                                                     | 85.4678(3)                 | 1 (IA)                | 5       | 1861                 | Robert Bunsen e Gustav Kirchhoff                     |
| 75  | Re      | Rênio                           | Rhenium       | Rio Reno, na Alemanha, do latim Rhenia                                                         | 186.207(1)                 | 7 (VIIB)              | 6       | 1925                 | Walter Noddack, Ida Tacke e Otto Berg                |
| 104 | Rf      | Rutherfórdio                    | Rhuterfordium | Ernest Rutherford, físico neozelandês                                                          | 261                        | 4 (IVB)               | 7       | 1964                 | JINR                                                 |
| 111 | Rg      | Roentgénio                      | Roentgenium   | Wilhelm Conrad Röntgen, físico alemão                                                          | [272]                      | 11 (IB)               | 7       | 1994                 | GSI                                                  |
| 45  | Rh      | Ródio                           | Rhodium       | Cor-de-rosa, do grego rhodon                                                                   | 102.905 50(2)              | 9 (VIIIB)             | 5       | 1803                 | William H. Wollaston                                 |
| 86  | Rn      | Rádon ou Radônio                | Radon         | Emanação do Radium                                                                             | [222]                      | 18 (VIIIA)            | 6       | 1900                 | Friedrich Dorn                                       |
| 44  | Ru      | Rutênio                         | Ruthenium     | Rússia, do latim Ruthenia                                                                      | 101.07(2)                  | 8 (VIIIB)             | 5       | 1844                 | Karl Ernst Claus                                     |
| 16  | S       | Enxofre                         | Sulphur       | PT: Enxofre, do árabe as-sufr LA: Inimigo do cobre, do sânscrito çulvari                       | 32.065(5)                  | 16 (VIA)              | 3       | Antiguidade          | Indefinido                                           |
| 51  | Sb      | Antimônio                       | Stibium       | PT: Matador de monges, do latim antimonium LA: Estibina, do egípcio mśdmt                      | 121.760(1)                 | 15 (VA)               | 5       | Antiguidade          | Indefinido                                           |
| 21  | Sc      | Escândio                        | Scandium      | Escandinávia, país na Europa                                                                   | 44.955912(6)               | 3 (IIIB)              | 4       | 1879                 | Lars F. Nilson                                       |
| 34  | Se      | Selénio                         | Selenium      | Lua, do grego selene                                                                           | 78.96(3)                   | 16 (VIA)              | 4       | 1817                 | Jöns J. Berzelius                                    |
| 106 | Sg      | Seabórgio                       | Seaborgium    | Glenn T. Seaborg, químico estadunidense                                                        | [266]                      | 6 (VIB)               | 7       | 1974                 | JINR                                                 |
| 14  | Si      | Silício                         | Silicium      | Sílex, do latim silex                                                                          | 28.0855(3)                 | 14 (IVA)              | 3       | 1824                 | Jöns J. Berzelius                                    |
| 62  | Sm      | Samário                         | Samarium      | Samarskite, mineral                                                                            | 150.36(2)                  | Lantanídeo            | 6       | 1879                 | Paul-Émile L. de Boisbaudran                         |
| 50  | Sn      | Estanho                         | Stannum       | Duro, do latim stannum                                                                         | 118.710(7)                 | 14 (IVA)              | 5       | Idade do Bronze      | Indeterminado                                        |
| 38  | Sr      | Estrôncio                       | Strontium     | Strontian, vila naEscócia                                                                      | 87.62(1)                   | 2 (IIA)               | 5       | 1798                 | Martin Klaproth                                      |
| 73  | Ta      | Tântalo ou Tantálio             | Tantalum      | Rei Tântalo, na mitologia grega                                                                | 180.94788(2)               | 5 (VB)                | 6       | 1802                 | Anders G. Ekeberg                                    |
| 65  | Tb      | Térbio                          | Terbium       | Ytterby, vila na Suécia                                                                        | 158.92535(2)               | Lantanídeo            | 6       | 1843                 | Carl G.Mosander                                      |
| 43  | Tc      | Tecnécio                        | Technetium    | Artificial, do grego technetos                                                                 | [98]                       | 7 (VIIB)              | 5       | 1937                 | Emilio G. Segrè                                      |
| 52  | Te      | Telúrio                         | Tellurium     | Terra/planeta, do latim tellus                                                                 | 128.60(3)                  | 16 (VIA)              | 5       | 1782                 | Franz Joseph M. von Reichenstein                     |
| 90  | Th      | Tório                           | Thorium       | Thor, deus nórdico                                                                             | 232.03806(2)               | Actinídeo             | 7       | 1829                 | Jöns J. Berzelius                                    |
| 22  | Ti      | Titânio                         | Titanium      | Titãs, na mitologia grega                                                                      | 47.867(1)                  | 4 (IVB)               | 4       | 1791                 | Martin Klaproth                                      |
| 81  | Tl      | Tálio                           | Thallium      | Tiro, do grego thallos                                                                         | 204.3833(2)                | 13 (IIIA)             | 6       | 1861                 | William Crookes                                      |
| 69  | Tm      | Túlio                           | Thulium       | Thule, ilha mitológica                                                                         | 168.93421(2)               | Lantanídeo            | 6       | 1879                 | Per Teodor Cleve                                     |
| 117 | Ts      | Tenesso                         | Tennessine    | Tennessee, estado dos Estados Unidos                                                           | [288]                      | 15 (VA)               | 7       | 2010                 | JINR                                                 |
| 92  | U       | Urânio                          | Uranium       | Urano, planeta e deus grego                                                                    | 238.02891(3)               | Actinídeo             | 7       | 1789                 | Martin Klaproth                                      |
| 23  | V       | Vanádio                         | Vanadium      | Freya, deusa nórdica, do nórdico antigo Vanadis                                                | 50.9415(1)                 | 5 (VB)                | 4       | 1801                 | Andrés Manuel del Río                                |
| 74  | W       | Tungstênio ou Volfrâmio         | Wolframium    | PT: Pedra pesada, do nórdico tung sten LA: Espuma de lobo, do alemão Wolf+rham                 | 183.84(1)                  | 6 (VIB)               | 6       | 1781                 | Carl W. Scheele                                      |
| 54  | Xe      | Xenônio ou Xénon                | Xenon         | Estranho/diferente, do grego xenos                                                             | 131.293(6)                 | 18 (VIIIA)            | 5       | 1898                 | William Ramsay e Morris Travers                      |
| 39  | Y       | Ítrio                           | Yttrium       | Ytterby, vila na Suécia                                                                        | 88.90585(2)                | 3 (IIIB)              | 5       | 1794                 | Johan Gadolin                                        |
| 70  | Yb      | Itérbio                         | Ytterbium     | Ytterby, vila na Suécia                                                                        | 173.04(3)                  | Lantanídeo            | 6       | 1878                 | Jean Charles G. de Marignac                          |
| 30  | Zn      | Zinco                           | Zincum        | Estanho, do alemão Zinn                                                                        | 65.409(4)                  | 12 (IIA)              | 4       | Antiguidade          | Indefinido                                           |
| 40  | Zr      | Zircônio                        | Zirconium     | Dourado, do persa zargun                                                                       | 91.224(2)                  | 4 (IVB)               | 5       | 1789                 | Martin Klaproth                                      |